# Addio, mein Napoli
Addio, mein Napoli ist ein Lied der Schweizer Schlagersängerin Paola aus dem Jahr 1974.

## Entstehung und Veröffentlichung
Geschrieben wurde das Lied gemeinsam von Erich Ließmann (Jean Frankfurter) und Werner Twardy.
Die Erstveröffentlichung von Addio, mein Napoli erfolgte im Jahr 1974 als Albumtitel und Single bei CBS Records. Das Lied erschien als Teil von Paolas selbstbetitelten Studioalbums (Katalognummer: 80157). Im Juli 1974 erschien es als Singleauskopplung aus dem Album. Diese erschien als 7″-Single mit der B-Seite Gewinnen ist leicht (Katalognummer: 2402).
Um das Lied zu bewerben, erfolgte unter anderem ein Liveauftritt in der ZDF-Hitparade am 5. Oktober 1974.

## Chartplatzierungen
Addio, mein Napoli platzierte sich sechs Wochen in den deutschen Singlecharts und erreichte mit Rang 39 seine beste Platzierung. Es avancierte nach Stille Wasser, die sind tief (August 1969) und Capri-Fischer (März 1974) zum dritten Charthit für Paola in Deutschland.
| ChartsChartplatzierungen | Höchstplatzierung | Wochen |
| ------------------------ | ----------------- | ------ |
| Deutschland (GfK)        | 39 (6 Wo.)        | 6      |